# Wojciech Kuczok

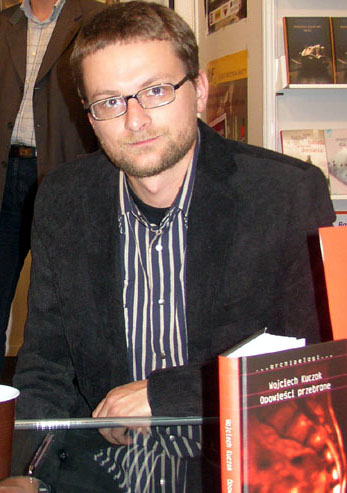
Wojciech Kuczok (2005)

Wojciech Kuczok (* 18. Oktober 1972 in Chorzów) ist ein polnischer Schriftsteller und Filmkritiker.

## Leben
Kuczok wuchs in Oberschlesien auf und studierte an der Schlesischen Universität in Kattowitz. Er arbeitete journalistisch für die Wochenzeitung Tygodnik Powszechny und die Monatsschriften Res Publica Nowa und Kino. Derzeit ist er Doktorand für Filmwissenschaften an der Jagiellonen-Universität in Krakau.
In den 90er Jahren begann er schriftstellerisch zu arbeiten und gehörte der Dichtergruppe Na dziko an. Sein erster Erzählband erschien im Jahre 1996, schon sein drittes Buch Opowieści słychane (Erhörte Erzählungen) wurde von der Kritik hoch gelobt. Gleiches galt für seinen ersten Roman Gnój (Dreckskerl) aus dem Jahre 2003. Hierin schildert er mit einer mitunter drastischen Sprache, aber immer wieder ironisch und surreal gebrochen eine oberschlesische Familiengeschichte aus den 70er und 80er Jahren, die seine eigene sein könnte. Für das Buch erhielt er 2003 den Paszport Polityki und im Jahre 2004 den bedeutendsten polnischen Literaturpreis, die Nike.
Anschließend verfasste er das Drehbuch zu dem Film Pręgi (Striemen) von Magdalena Piekorz, der 2004 den Hauptpreis des Polnischen Filmfestivals Gdynia erhielt.
In seinen Texten setzt sich Kuczok nicht nur unverblümt und respektlos mit den in Polen tabuierten Themen Familie und Kirche auseinander, sondern behandelt mit dem Coming-out homosexueller Protagonisten wiederholt ein weiteres Tabuthema in der polnischen Gesellschaft.

## Werke

### Bücher
- Opowieści samowite (1996)
- Larmo (1998)
- Opowieści słychane (1999)
- Szkieleciarki (2002)
- Gnój (2003) (deutsch: Dreckskerl, Frankfurt/Main: Suhrkamp Verlag 2007, ISBN 978-3-518-41884-0)
- Widmokrąg (2004) (deutsch: Im Kreis der Gespenster, Frankfurt/Main: Suhrkamp Verlag 2006. ISBN 3-518-41753-3)
- Opowieści przebrane (2005)
- To piekielne kino (2006) (deutsch: Höllisches Kino, Frankfurt/Main: Suhrkamp Verlag 2008, ISBN 978-3-518-12542-7)
- Senność (2008) (deutsch: Lethargie, Frankfurt/Main: Suhrkamp Verlag 2010, ISBN 978-3518421833)

### Drehbücher
- Pręgi (2004)